# Eubacterium acidaminophilum
Eubacterium acidaminophilum è una specie di batterio appartenente alla famiglia delle Eubacteriaceae.